# Protesilaus telesilaus
Protesilaus telesilaus is een vlinder uit de familie van de pages (Papilionidae). De wetenschappelijke naam van de soort is voor het eerst geldig gepubliceerd in 1864 door vader en zoon Felder.